# Sotto lo zero
Sotto lo zero (Bajo Cero) è un film del 2021 diretto da Lluis Quilez.

## Trama
Un autoblindo della polizia spagnola che trasferisce dei detenuti nel prossimo carcere viene attaccato da un misterioso automobilista.

## Distribuzione
Il film è stato distribuito sulla piattaforma Netflix il 29 gennaio 2021.